# Omgba
Emmanuel Franck Omgba Opono Edoa (n. 4 de julio de 1992, Yaundé, Camerún) es un futbolista que actualmente juega en la CD Illescas.

## Biografía
La carrera deportiva de Omgba en España empezó con su llegada a los 16 años a los juveniles del Torrellano CF, consiguiendo el ascenso a División de Honor Grupo 7 desde el grupo 8º de Liga Nacional, posteriormente recibió varias ofertas para fichar por equipo de gran renombre pero prefirió seguir al frente del Torrellano CF, en su primera andadura como equipo de División de Honor, en la que cumplieron los objetivos con crecer; más adelante formó parte del primer equipo que militaba en la Tercera División de España, siendo todavía juvenil de tercer año, pudiendo entrenar habitualmente con el primer equipo del Elche, ya que el Torrellano-Illice era filial directo del Elche CF, no llegó a debutar.
En la temporada 2011-2012 empezó la pretemporada con el Elche C. F. donde causó muy buenas impresiones y todo hacía parecer que iba a formar parte de la plantilla del primer equipo, de la Segunda División, cuando decidió arriesgar y fichar por el Huracán de Valencia de la Segunda División española B grupo 3º.  En el mercado de invierno de la temporada 2011/12 ficha por el Girona FC.
El 17 de julio de 2014 firma con el Real Oviedo que por entonces milita en la 2ªB por un año y al acabar la temporada consiguiendo el ascenso de categoría es renovado automáticamente por una temporada más. Su debut en el fútbol profesional se realiza el 13 de septiembre de 2015 en el partido que el Real Oviedo juega como visitante en el Estadio Heliodoro Rodríguez López del CD Tenerife jugando como titular los 90 minutos logrando el triunfo por 0-2
Fue internacional Sub-20 con su país, Camerún.

## Trayectoria en clubs
| Club             | Temporadas | División | Partidos | Goles |
| ---------------- | ---------- | -------- | -------- | ----- |
| Huracán Valencia | 2011-12    | 2ªB      | 14       | 0     |
| Girona FC        | 2011-12    | 2ª       | 0        | 0     |
| Elche Ilicitano  | 2012-13    | 3ª       | 34       | 0     |
| Elche Ilicitano  | 2013-14    | 2ªB      | 30       | 0     |
| Real Oviedo      | 2014-15    | 2ªB      | 32       | 7     |
| Real Oviedo      | 2015-16    | 2ª       | 8        | 0     |
| Hércules CF      | 2016-17    | 2ªB      | 23       | 0     |
| CD Alcoyano      | 2017-18    | 2ªB      | 13       | 0     |
| CD Alcoyano      | 2018-19    | 2ªB      | 26       | 0     |
| AD Mérida        | 2019-20    | 2ªB      | 0        | 0     |